# Rally van Portugal 2001
De Rally van Portugal 2001, formeel 35º TAP Rallye de Portugal, was de 35e editie van de Rally van Portugal en de derde ronde van het wereldkampioenschap rally in 2001. Het was de 337e rally in het wereldkampioenschap rally die georganiseerd wordt door de Fédération Internationale de l'Automobile (FIA). De start en finish was in Santa Maria da Feira.

## Verslag
Een doorgaans droge rally werd dit keer in extreem regenachtige weersomstandigheden verreden, wat enkele klassementsproeven moeilijk begaanbaar maakte en voornamelijk om die reden leidde tot neutralisatie. Over de spekgladde onverharde wegen rezen Tommi Mäkinen en Carlos Sainz op om uit te maken wie er met de zege aan de haal zou gaan. Mäkinen, die gebrand was zijn onnodig puntenverlies in Zweden goed te maken, reed tijdens de openingsetappe ontketend naar de leiding toe, dit keer enigszins profiterend van zijn startpositie als eerste over het parcours. Een offensief van Sainz op de zaterdagproeven zag hem een achterstand van een halve minuut echter ombuigen tot een minieme leiding van nog geen halve seconde met ingang van de laatste klassementsproef. Wat uitwijkende manoeuvres van Sainz voor de stenen die zijn voorligger Mäkinen op het parcours had gereden zag hem een seconde of tien verliezen, waardoor de Mitsubishi-kopman voor de tweede keer in Portugal zou zegevieren; Sainz genoegen nemend met een tweede plaats, terwijl daarachter Marcus Grönholm en Richard Burns als derde en vierde respectievelijk naar hun eerste noodzakelijke punten in het kampioenschap zouden rijden.

## Programma
| Etappe | Datum                          | Klassementsproeven | Competitieve afstand |
| ------ | ------------------------------ | ------------------ | -------------------- |
| 1      | Donderdag 8 en vrijdag 9 maart | 10                 | 154,88 kilometer     |
| 2      | Zaterdag 11 maart              | 9                  | 177,36 kilometer     |
| 3      | Zondag 12 maart                | 3                  | 57,90 kilometer      |
|        |                                |                    |                      |
| Totaal | Totaal                         | 22                 | 390,14 kilometer     |

## Resultaten
| Algemene top tien | Algemene top tien | Algemene top tien    | Algemene top tien               | Algemene top tien | Algemene top tien | Algemene top tien | Algemene top tien |
| Pos.              | #                 | Rijder               | Auto                            | Gr/kl             | Tijd              | Eerste            | Punten            |
| Pos.              | #                 | Navigator            | Inschrijving                    | C                 | Straftijd         | Vorige            | Punten            |
| ----------------- | ----------------- | -------------------- | ------------------------------- | ----------------- | ----------------- | ----------------- | ----------------- |
| 1.                | 7                 | Tommi Mäkinen        | Mitsubishi Lancer Evo 6.5       | A8                | 3:46:42,1         | 0:00              | 10                |
| 1.                | 7                 | Risto Mannisenmäki   | Marlboro Mitsubishi Ralliart    | C                 |                   | =                 | 10                |
| 2.                | 3                 | Carlos Sainz         | Ford Focus RS WRC 01            | A8                | 3:46:50,1         | + 8,6             | 6                 |
| 2.                | 3                 | Luís Moya            | Ford Motor Co Ltd.              | C                 |                   | + 8,6             | 6                 |
| 3.                | 1                 | Marcus Grönholm      | Peugeot 206 WRC                 | A8                | 3:49:37,7         | + 2:55,6          | 4                 |
| 3.                | 1                 | Timo Rautiainen      | Peugeot Total                   | C                 |                   | + 2.47,0          | 4                 |
| 4.                | 5                 | Richard Burns        | Subaru Impreza S7 WRC 01        | A8                | 3:50:06,4         | + 3:24,3          | 3                 |
| 4.                | 5                 | Robert Reid          | Subaru World Rally Team         | C                 |                   | + 28,7            | 3                 |
| 5.                | 17                | François Delecour    | Ford Focus RS WRC 01            | A8                | 3:56:48,9         | + 10:06,8         | 2                 |
| 5.                | 17                | Daniel Grataloup     | Ford Motor Co Ltd.              | A8                |                   | + 6:42,5          | 2                 |
| 6.                | 10                | Alister McRae        | Hyundai Accent WRC2             | A8                | 3:58:50,5         | + 12:08,4         | 1                 |
| 6.                | 10                | David Senior         | Hyundai Castrol WRT             | C                 | 0:20              | + 2:01,6          | 1                 |
| 7.                | 9                 | Kenneth Eriksson     | Hyundai Accent WRC2             | A8                | 4:00:14,6         | + 13:32,5         |                   |
| 7.                | 9                 | Staffan Parmander    | Hyundai Castrol WRT             | C                 | 0:10              | + 1:24,1          |                   |
| 8.                | 2                 | Didier Auriol        | Peugeot 206 WRC                 | A8                | 4:02.50,7         | + 16:08,6         |                   |
| 8.                | 2                 | Denis Giraudet       | Peugeot Total                   | C                 | 2:10              | + 2:36,1          |                   |
| 9.                | 25                | Tapio Laukkanen      | Toyota Corolla WRC              | A8                | 4:03:18,0         | + 16:35,9         |                   |
| 9.                | 25                | Kaj Lindström        | Tapio Laukkanen                 | A8                |                   | + 27,3            |                   |
| 10.               | 27                | Pasi Hagström        | Toyota Corolla WRC              | A8                | 4:06:14,6         | + 19:32,5         |                   |
| 10.               | 27                | Tero Gardemeister    | Team Toyota Castrol Finland     | A8                |                   | + 2:56,6          |                   |
| DNF top tien      |                   |                      |                                 |                   |                   |                   |                   |
| Pos.              | #                 | Rijder               | Auto                            | Gr/kl             | KP                | Reden             | Reden             |
| Pos.              | #                 | Navigator            | Inschrijving                    | C                 | KP                | Reden             | Reden             |
| DNF               | 4                 | Colin McRae          | Ford Focus RS WRC 01            | A8                | 8                 | Mechanisch        | Mechanisch        |
| DNF               | 4                 | Nicky Grist          | Ford Motor Co Ltd.              | C                 | 8                 | Mechanisch        | Mechanisch        |
| DNF               | 6                 | Petter Solberg       | Subaru Impreza S7 WRC 01        | A8                | 9                 | Wielophanging     | Wielophanging     |
| DNF               | 6                 | Phil Mills           | Subaru World Rally Team         | C                 | 9                 | Wielophanging     | Wielophanging     |
| DNF               | 8                 | Freddy Loix          | Mitsubishi Carisma GT Evo VI    | A8                | 15                | Transmissie       | Transmissie       |
| DNF               | 8                 | Sven Smeets          | Marlboro Mitsubishi Ralliart    | C                 | 15                | Transmissie       | Transmissie       |
| DNF               | 11                | Armin Schwarz        | Škoda Octavia WRC Evo 2         | A8                | 2                 | Koppeling         | Koppeling         |
| DNF               | 11                | Manfred Hiemer       | Škoda Motorsport                | C                 | 2                 | Koppeling         | Koppeling         |
| DNF               | 12                | Bruno Thiry          | Škoda Octavia WRC Evo 2         | A8                | 1                 | Elektrisch        | Elektrisch        |
| DNF               | 12                | Stéphane Prévot      | Škoda Motorsport                | C                 | 1                 | Elektrisch        | Elektrisch        |
| DNF               | 16                | Harri Rovanperä      | Peugeot 206 WRC                 | A8                | 13                | Motor             | Motor             |
| DNF               | 16                | Risto Pietiläinen    | Peugeot Total                   | A8                | 13                | Motor             | Motor             |
| DNF               | 18                | Markko Märtin        | Subaru Impreza S7 WRC 01        | A8                | 15                | Ongeluk           | Ongeluk           |
| DNF               | 18                | Michael Park         | Subaru World Rally Team         | A8                | 15                | Ongeluk           | Ongeluk           |
| DNF               | 19                | Toshi Arai           | Subaru Impreza S7 WRC 01        | A8                | 4                 | Ongeluk           | Ongeluk           |
| DNF               | 19                | Glenn MacNeall       | Subaru World Rally Team         | A8                | 4                 | Ongeluk           | Ongeluk           |
| DNF               | 21                | Henrik Lundgaard     | Toyota Corolla WRC              | A8                | 13                | Mechanisch        | Mechanisch        |
| DNF               | 21                | Jens-Christian Anker | Toyota Castrol Team Denmark     | A8                | 13                | Mechanisch        | Mechanisch        |
| DNF               | 22                | Pedro Matos Chaves   | Toyota Corolla WRC              | A8                | 21                | Koppeling         | Koppeling         |
| DNF               | 22                | Sérgio Paiva         | Telecel / Vodafone Castrol Team | A8                | 21                | Koppeling         | Koppeling         |

| PWRC top drie | PWRC top drie       | PWRC top drie |
| Pos.          | Rijder              | Pnt.          |
| ------------- | ------------------- | ------------- |
| 1             | Pedro Dias da Silva | 10            |
| 2             | Vítor Pascoal       | 6             |
| 3             | Pedro Leal          | 4             |

## Statistieken

#### Klassementsproeven
| Etappe | Datum    | KP | Starttijd | Naam                   | Lengte   | Snelste rijder  | Tijd          | Gem. snelheid | Rallyleider     |
| ------ | -------- | -- | --------- | ---------------------- | -------- | --------------- | ------------- | ------------- | --------------- |
| 1      | 8 maart  | 1  | 18:20     | Baltar SS              | 3,20 km  | Tommi Mäkinen   | 3:46,9        | 50,77 km/u    | Tommi Mäkinen   |
| 1      | 9 maart  | 2  | 8:36      | Vizo 1                 | 11,84 km | Harri Rovanperä | 7:57,6        | 89,25 km/u    | Harri Rovanperä |
| 1      | 9 maart  | 3  | 8:57      | Fafe - Lameirinha 1    | 15,16 km | Tommi Mäkinen   | 10:51,8       | 83,73 km/u    | Harri Rovanperä |
| 1      | 9 maart  | 4  | 9:54      | Vieira - Cabeceiras 1  | 26,68 km | Tommi Mäkinen   | 20:36,2       | 77,70 km/u    | Tommi Mäkinen   |
| 1      | 9 maart  | 5  | 11:51     | Vizo 2                 | 11,84 km | Carlos Sainz    | 8:17,0        | 85,76 km/u    | Tommi Mäkinen   |
| 1      | 9 maart  | 6  | 12:12     | Fafe - Lameirinha 2    | 15,16 km | Neutralisatie   | Neutralisatie | Neutralisatie | Tommi Mäkinen   |
| 1      | 9 maart  | 7  | 13:09     | Vieira - Cabeceiras 2  | 26,68 km | Neutralisatie   | Neutralisatie | Neutralisatie | Tommi Mäkinen   |
| 1      | 9 maart  | 8  | 15:25     | Amarante               | 18,44 km | Harri Rovanperä | 14:19,9       | 77,20 km/u    | Tommi Mäkinen   |
| 1      | 9 maart  | 9  | 15:55     | Mondim de Basto        | 22,08 km | Carlos Sainz    | 17:41,9       | 74,85 km/u    | Tommi Mäkinen   |
| 1      | 9 maart  | 10 | 18:30     | Lousada SS             | 3,80 km  | Carlos Sainz    | 3:19,5        | 68,57 km/u    | Tommi Mäkinen   |
|        |          |    |           |                        |          |                 |               |               | Tommi Mäkinen   |
| 2      | 10 maart | 11 | 8:55      | Oliveira de Hospital 1 | 24,78 km | Tommi Mäkinen   | 81,52 km/u    |               | Tommi Mäkinen   |
| 2      | 10 maart | 12 | 9:58      | Arganil 1              | 14,27 km | Tommi Mäkinen   | 11:13,2       | 76,31 km/u    | Tommi Mäkinen   |
| 2      | 10 maart | 13 | 10:26     | Gois 1                 | 19,62 km | Richard Burns   | 12:26,1       | 94,67 km/u    | Tommi Mäkinen   |
| 2      | 10 maart | 14 | 12:55     | Oliveira de Hospital 2 | 24,78 km | Richard Burns   | 18:42,0       | 79,51 km/u    | Tommi Mäkinen   |
| 2      | 10 maart | 15 | 13:58     | Arganil 2              | 14,27 km | Carlos Sainz    | 11:15,0       | 76,11 km/u    | Tommi Mäkinen   |
| 2      | 10 maart | 16 | 14:26     | Gois 2                 | 19,62 km | Tommi Mäkinen   | 12:33,0       | 93,80 km/u    | Tommi Mäkinen   |
| 2      | 10 maart | 17 | 16:10     | Tabua                  | 14,71 km | Tommi Mäkinen   | 11:13,3       | 78,65 km/u    | Tommi Mäkinen   |
| 2      | 10 maart | 18 | 17:05     | Mortagua               | 21,38 km | Carlos Sainz    | 15:30,1       | 82,75 km/u    | Tommi Mäkinen   |
| 2      | 10 maart | 19 | 17:40     | Aguieira               | 23,93 km | Neutralisatie   | Neutralisatie | Neutralisatie | Tommi Mäkinen   |
|        |          |    |           |                        |          |                 |               |               | Tommi Mäkinen   |
| 3      | 11 maart | 20 | 8:30      | Ponte de Lima - Este   | 23,49 km | Neutralisatie   | Neutralisatie | Neutralisatie | Tommi Mäkinen   |
| 3      | 11 maart | 21 | 9:06      | Ponte de Lima - Oeste  | 23,26 km | Carlos Sainz    | 18:19,2       | 76,18 km/u    | Carlos Sainz    |
| 3      | 11 maart | 22 | 10:10     | Ponte de Lima - Sul    | 11,15 km | Tommi Mäkinen   | 8:52,3        | 75,41 km/u    | Tommi Mäkinen   |

| KP overwinningen | KP overwinningen |
| Rijder           | Aantal           |
| ---------------- | ---------------- |
| Tommi Mäkinen    | 8                |
| Carlos Sainz     | 6                |
| Richard Burns    | 2                |
| Harri Rovanperä  | 2                |

## Kampioenschap standen

#### Rijders
|   | Pos. | Rijder            | Pnt. |
| - | ---- | ----------------- | ---- |
| = | 1    | Tommi Mäkinen     | 20   |
| 1 | 2    | Carlos Sainz      | 16   |
| 1 | 3    | Harri Rovanperä   | 10   |
| 1 | 4    | François Delecour | 8    |
| 1 | 5    | Thomas Rådström   | 6    |

#### Constructeurs
|   | Pos. | Constructeur                 | Pnt. |
| - | ---- | ---------------------------- | ---- |
| = | 1    | Marlboro Mitsubishi Ralliart | 33   |
| = | 2    | Ford Motor Co Ltd.           | 20   |
| 1 | 3    | Hyundai Castrol WRT          | 8    |
| 1 | 4    | Subaru World Rally Team      | 7    |
| 2 | 5    | Škoda Motorsport             | 6    |

- Noot: Enkel de top 5-posities worden in beide standen weergegeven.